# Amphisbaena carlgansi
Amphisbaena carlgansi este o specie de reptile din genul Amphisbaena, familia Amphisbaenidae, ordinul Squamata, descrisă de Thomas și Hedges 1998. Conform Catalogue of Life specia Amphisbaena carlgansi nu are subspecii cunoscute.